# Geophaps plumifera
Geophaps plumifera(tên không chính thức là bồ câu mào nhọn) là một loài chim trong họ Columbidae.

## Hình ảnh

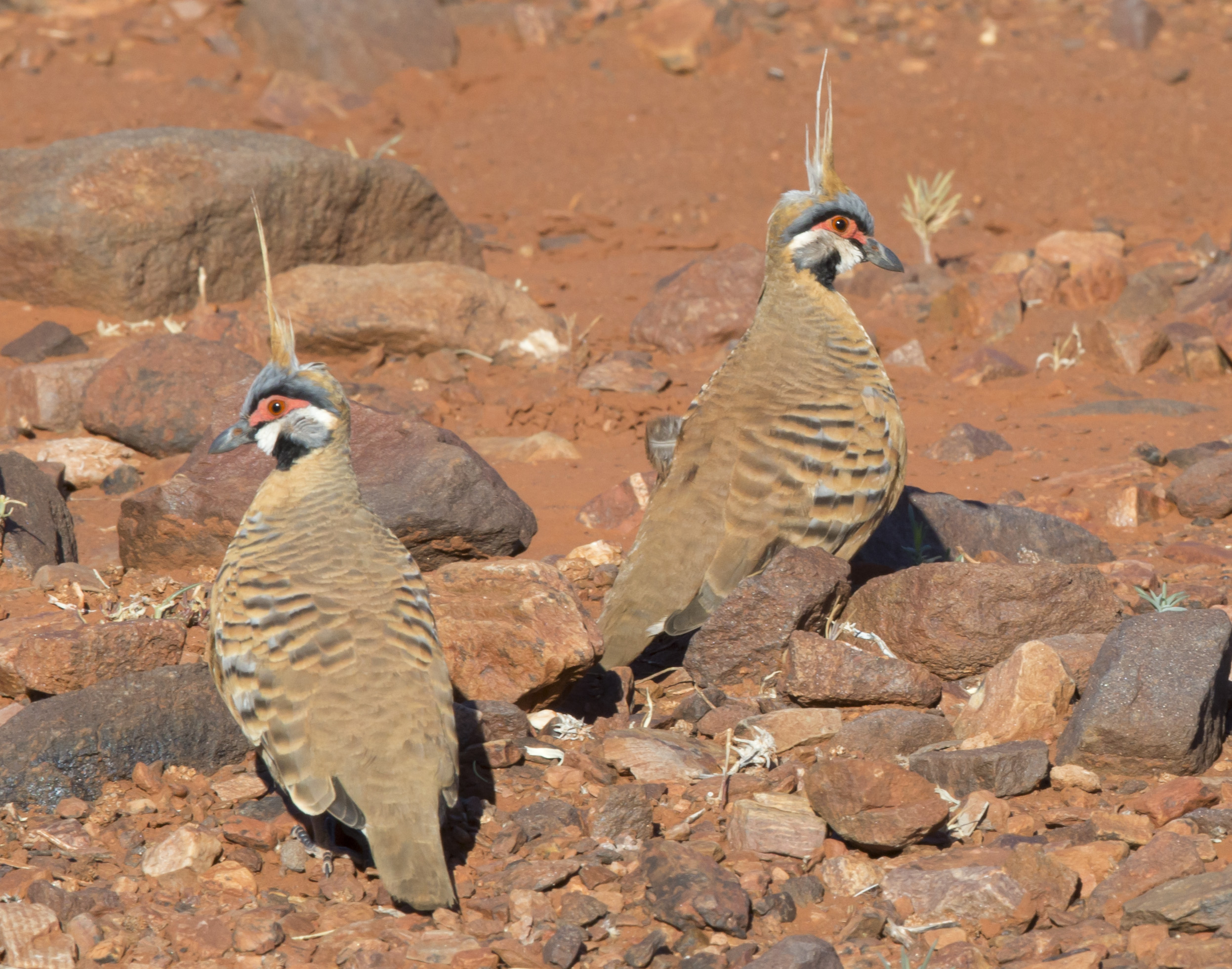
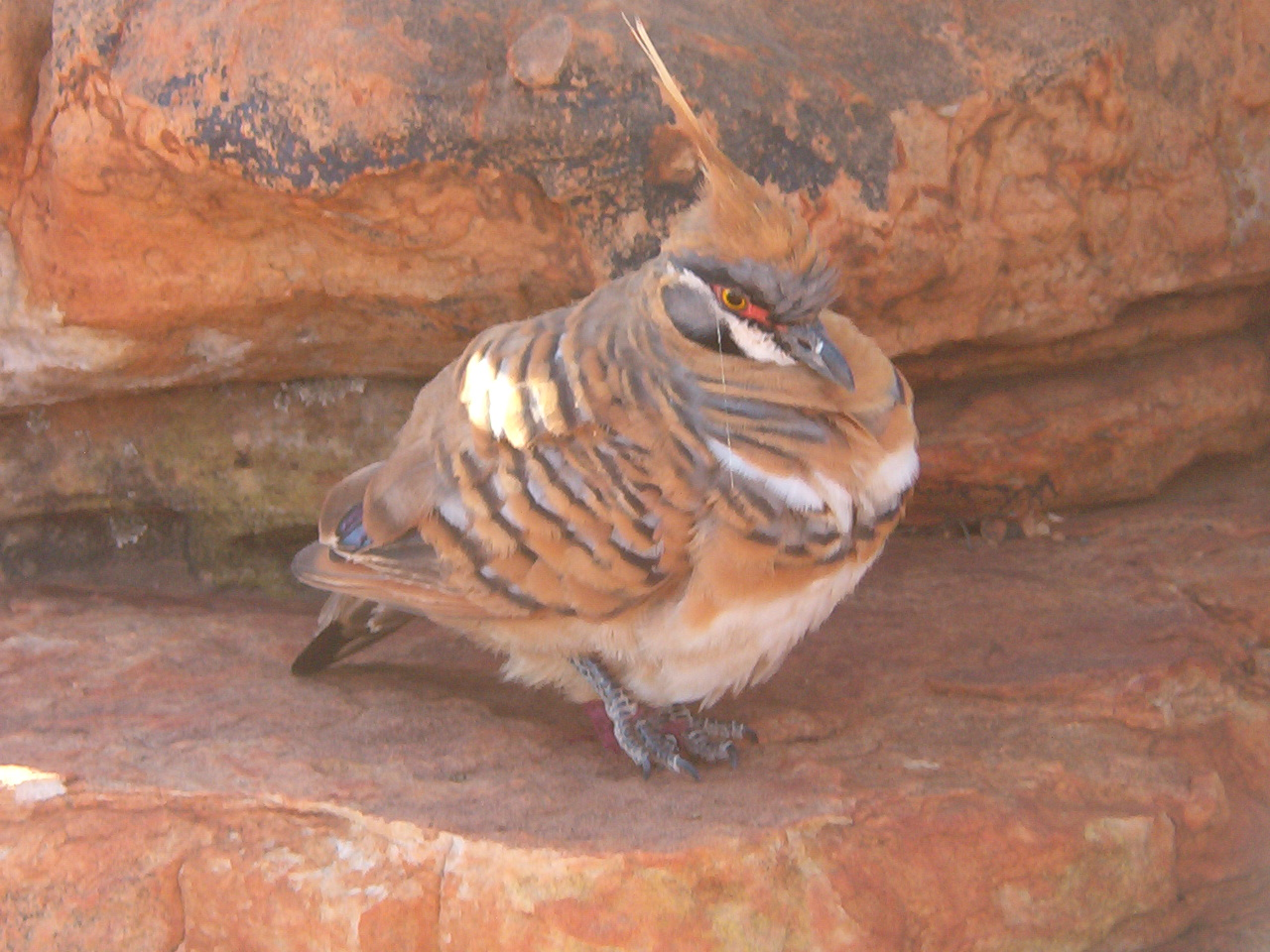
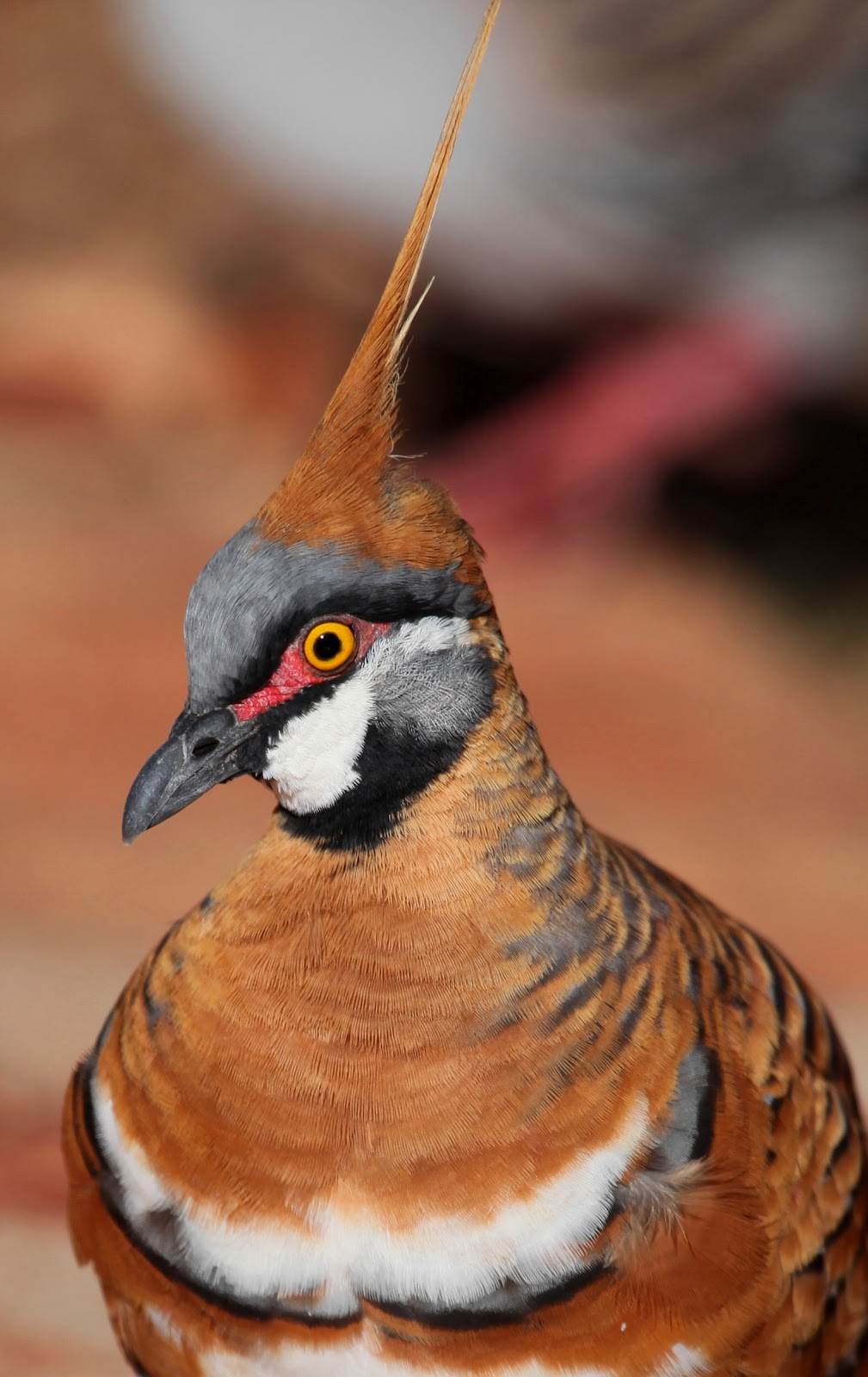
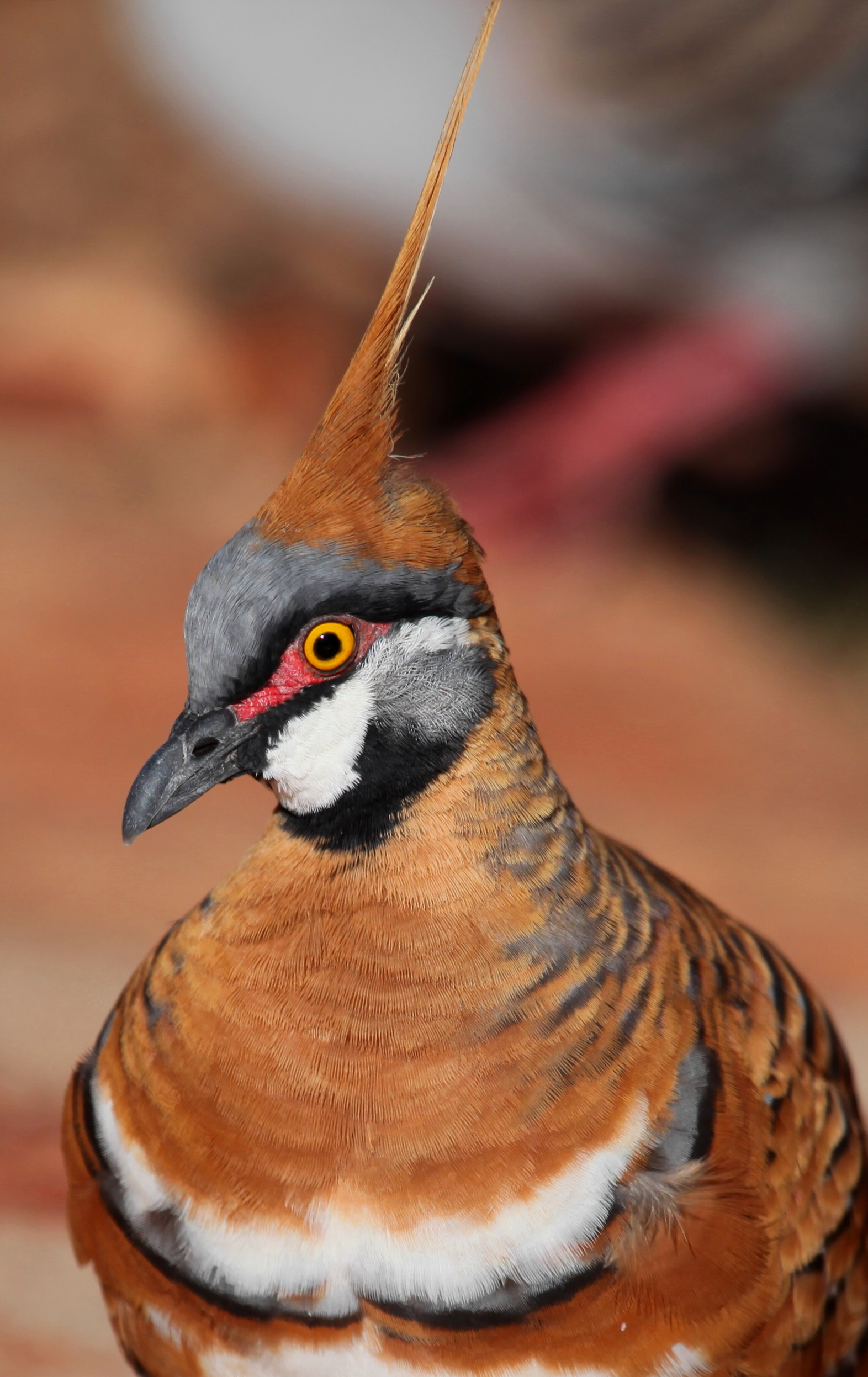